# 土器手司
土器手 司（どきて つかさ、1960年2月6日 - ）は、日本の男性アニメーター、キャラクターデザイナー。鹿児島県指宿市出身。

## 経歴
自身が幼かった頃は、地元の民間放送局はアニメ放送の少なかったTBS系列の南日本放送のみだったこともあって、子供の頃にアニメを観た印象があまり無く、観ていた子供番組で記憶に残っているのはTBS系列で放送していた『ウルトラマン』くらいだったと話している。それでも絵を描くことだけは好きだったが、当時はまだアニメ制作をやりたい願望が出て来ることは無かったという。
鹿児島県立錦江湾高等学校理数科卒業。高校卒業後は2年ほど遊んでいたが、それもだんだん許されないような状況になって「何とかなるのでは」と思うがままに上京、どうしようかと思って色々考えた後に「絵を描く仕事ならいいんじゃないか」ということになり、そのうちにアニメーターが面白そうだと思うようになってアニメ界入りすることになる。国際アニメーション研究所でアニメーションを学んだ後、スタジオ・ルックで東映動画のテレビアニメ『新竹取物語 1000年女王』で1981年に動画デビュー。原画デビューはエイケンの『銀河パトロールPJ』になる。
その後は『パタリロ!』『忍者ハットリくん』『トンデラハウスの大冒険』『スペースコブラ』などを担当。特に『忍者ハットリくん』は1年手がけ、ゲストキャラクターのデザインをすることができたという。1983年からは国際映画社の『亜空大作戦スラングル』『ななこSOS』『超攻速ガルビオン』に参加。この頃、『スラングル』の10話で作画監督、『ガルビオン』のオープニングアニメ原画を行い、フリーとなる。
その後の日本サンライズのテレビアニメ『巨神ゴーグ』が大きな飛躍になる。アニメーターの安彦良和が監督した『巨神ゴーグ』は厳しい作画チェックが行われ、作画監督もほぼ全話を安彦が行なっていたが、土器手の実力を安彦が認め、安彦以外で唯一作画監督を任せられた。ソノラマ文庫から出版された小説版『巨神ゴーグ』のイラストも描いている。この仕事で日本サンライズと繋がりができ、小説『ダーティペア』のテレビアニメ化の際、吉井孝幸プロデューサーからの依頼で、小説版でイラストを描いていた安彦良和に代わって、キャラクターデザインを担当することになった。
アニメ雑誌が力を入れていた『ダーティペア』のキャラクターデザインに抜擢され、また『うる星やつら』の作画監督を務める。当時のアニメ雑誌『アニメージュ』などでは表紙イラストを描き、特集記事が組まれるなどしている。1985年、『ダーティペア』の制作に入ると同時に、3人の仲間と「集団スタジオじぱんぐ」を結成。

## 主な参加作品

### テレビアニメ
1981年
- 新竹取物語 1000年女王（動画）
- 忍者ハットリくん（原画）
- うる星やつら（作画監督）

1982年
- トンデラハウスの大冒険（原画）
- パタリロ!（原画）
- ワンワン三銃士（原画）
- スペースコブラ（原画）

1983年
- 亜空大作戦スラングル（作画監督）
- ななこSOS（作画監督）
- プラレス3四郎（原画）
- キャプテン（原画）

1984年
- 銀河パトロールPJ（原画）
- 超攻速ガルビオン（OP原画）
- 巨神ゴーグ（作画監督）

1985年
- ダーティペア（キャラクターデザイン・作画監督）

1986年
- めぞん一刻（作画監督）

1987年
- ミスター味っ子（作画監督）

1989年
- 機動警察パトレイバー（作画監督）

1992年
- 元気爆発ガンバルガー（原画）

1993年
- 熱血最強ゴウザウラー（DN作画）
- 無責任艦長タイラー（作画監督）

1994年
- 覇王大系リューナイト（演出・絵コンテ）

1995年
- 新機動戦記ガンダムW（演出・作画監督）

1998年
- ブレンパワード（絵コンテ）
- ガサラキ（ED演出・絵コンテ・作画監督）
- 快傑蒸気探偵団 TV ANIMATION SERIES（演出）
- 超速スピナー（演出）

1999年
- ∀ガンダム（メカニカルデザイン協力・作画監督・後期ED）
- 天使になるもんっ!（絵コンテ）

2000年
- 犬夜叉（OP原画）

2003年
- FIRESTORM（絵コンテ）

2009年
- 黒神 The Animation（作画監督）

2012年
- 夏色キセキ（原画）

2016年
- クラシカロイド（原画）

### 劇場アニメ
1983年
- 忍者ハットリくん ニンニンふるさと大作戦の巻（原画）

1985年
- うる星やつら3 リメンバー・マイ・ラブ（作画監督）

1986年
- うる星やつら4 ラム・ザ・フォーエバー（作画監督）
- プロジェクトA子（原画）
- アリオン（原画）

1987年
- ダーティペア（キャラクターデザイン・作画監督）

1989年
- ヴイナス戦記（原画）

1993年
- 機動警察パトレイバー 2 the Movie（原画）
- SDガンダム外伝 聖機兵物語（演出・絵コンテ）

1995年
- マクロスプラス MOVIE EDITION（原画）

1998年
- 新機動戦記ガンダムW Endless Waltz 特別編（原画）

2002年
- ∀ガンダム 地球光（作画監督）

2004年
- ゴジラ FINAL WARS（キーアニメーション）
- 犬夜叉 紅蓮の蓬莱島（原画）

2005年
- 機動戦士Ζガンダム A New Translation -星を継ぐ者-（原画）
- 機動戦士ΖガンダムII A New Translation -恋人たち-（原画）

2021年
- 機動戦士ガンダム 閃光のハサウェイ（原画）

### OVA
1985年
- ダーティペア ノーランディアの謎（キャラクターデザイン・作画監督）
- くりいむレモン PART.4 POPCHASER（原画）
- 幻夢戦記レダ（原画）

1987年
- ダーティペア OVAシリーズ（キャラクターデザイン・作画監督・絵コンテ）
- 風と木の詩（原画）

1990年
- ダーティペア 謀略の005便（キャラクターデザイン・作画監督）
- 女戦士エフェ&ジーラ グーデの紋章（キャラクターデザイン）

1992年
- 機動警察パトレイバー 後期OVAシリーズ（絵コンテ・作画監督）
- 絶対無敵ライジンオー（メカ作画監督）

1993年
- 人魚の傷（原画）

1994年
- ダーティペア FLASH（演出・絵コンテ）

1996年
- 覇王大系リューナイト アデュー・レジェンド・ファイナル（監督）
- 宇宙世紀余話（原画）

2008年
- うる星やつら ザ・障害物水泳大会（総作画監督）※高橋留美子展（原画展）向けに製作

2010年
- 機動戦士ガンダムUC（原画）

2014年
- スペース☆ダンディ（ピクチャードラマ絵コンテ・作画監督）

2015年
- 機動戦士ガンダム THE ORIGIN（原画）

### ゲーム
1988年
- アンジェラス 〜悪魔の福音〜（エニックス：キャラクターデザイン）

1995年
- 闘神伝S（タカラ：列伝モード立ち絵原画）

1996年
- 麻雀ハイパーリアクション2（キャラクターデザイン）
- 機動戦士ガンダム外伝 THE BLUE DESTINY（1996年 - 1997年：キャラクターデザイン）

1998年
- SDガンダム GGENERATION（カットイン原画）

2000年
- 機動戦士ガンダム ギレンの野望 ジオンの系譜（カットイン原画）

2003年
- 機動戦士ガンダム めぐりあい宇宙（キャラクター作画監督）

### 書籍
- はしれカヌー,冒険の海へ!（金の星社 1984年：挿絵）